# Barbara Wezorke
Barbara Wezorke est une joueuse allemande de volley-ball née le 12 avril 1993 à Rüsselsheim. Elle mesure 1,86 m et joue au poste de centrale. 

## Clubs
| Club                  | De        | À         |
| --------------------- | --------- | --------- |
| Tg 1862 Rüsselsheim   | 2002-2003 | 2007-2008 |
| TG Bad Soden          | 2008-2009 | 2008-2009 |
| VC Olympia Dresden    | 2009-2010 | 2010-2011 |
| 1. VC Wiesbaden       | 2011-2012 | 2012-2013 |
| VC Kanti Schaffhausen | 2013-2014 | 2013-2014 |
| Brasília Vôlei        | 2014-2015 | 2014-2015 |
| Rote Raben Vilsbiburg | 2015-2016 | 2016-2017 |
| Dresdner SC           | 2017-2018 | 2018-2019 |
| USC Münster           | 2019-2020 | …         |

## Palmarès
- Coupe d'Allemagne
  - Vainqueur : 2018.
  - Finaliste : 2013.
- Supercoupe d'Allemagne
  - Finaliste : 2018.